# Jules Rivière

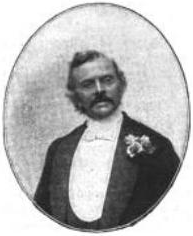

Jules Prudence Rivière (* 6. November 1819; † 26. Dezember 1900) war ein französischer Geiger, Fagottist, Dirigent und Komponist.

## Leben
Rivière begann seine musikalische Laufbahn als Chorknabe. Er war Geiger und Fagottist in einem königlichen Infanterieregiment und wurde 1857 von Napoleon III. für seine hervorragenden Orchesteraufführungen mit einem Erinnerungsring ausgezeichnet. Im gleichen Jahr ging er nach London und trat dort alsbald im Adelphi Theatre und Alhambra Theatre, in den Cremorne Gardens und bei den Covent Garden Promenade Concerts als Dirigent auf.
Im Jahr 1865 gründete er mit William H. Hawkes einen Musikinstrumentenhandel. 1887 wurde Rivière musikalischer Leiter des Pier Pavilion im walisischen Llandudno. Mit einem eigenen Orchester gab er dort Strandpromenadenkonzerte, die so erfolgreich waren, dass er den Pavillon im Jahr 1890 auf 2500 Plätze ausbauen konnte. Zur Eröffnung der Saison 1890 trat die Sängerin Adelina Patti auf. Weitere Gäste seiner Konzerte waren unter anderem Henry Wood mit der D’Oyly Carte Opera Company und Clara Novello-Davies mit dem Royal Welsh Ladies Choir.
1900 wurde er musikalischer Direktor des neu erbauten Victoria Pier Pavilion in Colwyn Bay. Dort gab er am 1. Juni des Jahres mit seinem Orchester das Eröffnungskonzert. Obwohl er nur wenige Monate in Colwyn Bay wirkte, wurde die Straße, in der er gewohnt hatte, nach ihm benannt. In seinem Wohnhaus wurde 1950 eine Schule eröffnet. 

## Werk
Als Komponist trat Rivière unter anderem mit Märschen für Orchester (Duke of Edinburgh's Quick March), Bühnenmusiken (Overture on Soldier's Songs) und Klavierstücken (Rage of London) hervor.